# Memorias de Idhún (serie animada)
Memorias de Idhún es una serie de televisión web de animación española,de aventuras y fantasía, producida por Zeppelin TV y basada en la trilogía literaria homónima de Laura Gallego, quien la codesarrolló y coescribió junto a Andrés Carrión. Su estilo de arte están inspirado por los cómics de la novela realizados por Estudio Fénix aunque con un «aire más manga». El primer tráiler de la serie se hizo público el 13 de agosto de 2020.
La primera temporada, está basada en Búsqueda, la primera parte de la primera novela de la saga original, Memorias de Idhún I: La Resistencia. En diciembre de 2020 se anunció por sorpresa que una segunda temporada, basada en Revelación, la segunda parte de La resistencia, se estrenaría en Netflix el 8 de enero de 2021.
El 11 de enero de 2021, tan solo tres días después del estreno de la segunda temporada, la cuenta oficial de Twitter de Gallego confirmó que Netflix había cancelado la serie después de dos temporadas, debido a la falta de un acuerdo con Netflix para adaptar las dos siguientes novelas de la trilogía.

## Argumento
El día en que se produjo en Idhún la conjunción astral de los tres soles y las tres lunas, Ashran el Nigromante se hizo con el poder y comenzó el reinado de terror de las serpientes aladas. La primera batalla por la libertad de Idhún se libra en la Tierra, donde Jack y Victoria luchan por detener a Kirtash, el asesino enviado por Ashran para acabar con los idhunitas que huyeron de su tiranía. Sin embargo, los protagonistas siguen sin saberlo los designios de una profecía que entrelazará sus destinos.

## Reparto
- Itzan Escamilla como Jack
- Michelle Jenner como Victoria
- Nico Romero como Shail (temporada 1)
- Sergio Mur como Kirtash
- Carlos Cuevas como Alsan (temporada 1)
  - David Jenner como Alexander (Alsan híbrido) (temporada 2)

## Capítulos
| Temporada | Temporada | Episodios | Episodios | Lanzamiento original     | Lanzamiento original     |
| --------- | --------- | --------- | --------- | ------------------------ | ------------------------ |
|           | 1         | 5         | 5         | 10 de septiembre de 2020 | 10 de septiembre de 2020 |
|           | 2         | 5         | 5         | 8 de enero de 2021       | 8 de enero de 2021       |

### Primera temporada (2020)
| N.º en serie | N.º en temp. | Título                | Dirigido por         | Escrito por                    | Fecha de lanzamiento original |
| --- | ------------ | --------------------- | -------------------- | ------------------------------ | ----------------------------- |
| 1 | 1            | «Limbhad»             | Maite Ruiz de Austri | Laura Gallego y Andrés Carrión | 10 de septiembre de 2020      |
| Al volver a casa después de un largo día, Jack, un chico común y corriente, descubre que su familia ha sido asesinada y es casi matado por el asesino de sus padres, un mago llamado Kirtash, pero es salvado por otros dos magos, Shail y Alsan, quienes se lo llevan a una guarida localizada en Limbhad, en el mundo mágico de Idhún. Los dos le explican que sus padres, en realidad, eran idhunitas fugados después de que el planeta fuera tomado por un malvado tirano, y que envía a soldados como Kirtash a encontrar a idhunitas fugados para matarlos. Debido a su estatus como idhunita fugado y con sus dos padres ahora muertos, los dos magos se rehúsan a dejar a Jack volver a su mundo, para su frustración. Jack intenta escapar de Limbhad y volver a la Tierra, pero es seguido por una chica que también se esconde en Limbhad, Victoria, quien logra convencerle de que vuelva. Cuando Shail y Alsan logran encontrarles justo al borde de la frontera de Limbhad, Jack afronta su nueva realidad y, dándose cuenta de que no tiene otra opción, decide quedarse para entrenar y así poder defenderse de Kirtash, esperando también poder derrotarle para vengar la muerte de sus padres. Mientras tanto, Kirtash tampoco quiere darse por vencido y jura matar a Jack a toda costa. |              |                       |                      |                                |                               |
| 2 | 2            | «No estás preparado»  | Maite Ruiz de Austri | Laura Gallego y Andrés Carrión | 10 de septiembre de 2020      |
| Mientras Jack sigue entrenando en Limbhad, Vctoria, de vuelta en la Tierra, sufre un accidente en el metro que casi hace que un tren la atropelle, propiciando un uso accidental de su magia que la salva en el último momento. Sin embargo, este breve uso de su magia hace que Kirtash la detecte y la persiga por varios trenes y estaciones de metro. Victoria logra despistarle y volver a su casa sana y salva. Cuando Victoria les comunica el incidente Sahil Alsan, éstos se plantean prohibirle también la salida de Limbhad a Victoria. Victoria le cuenta a Jack que conoció a Shail y Alsan bajo circunstancias similares, cuando Kirtash la encontró al usar su magia para curar las heridas de una mujer con la que se cruzó. Los cuatro son interrumpidos cuando el Alma detecta a Kirtash en China, y Shail y Alsan se van de Limbhad para combatirlo, pero no logran salvar a los idhunitas que Kirtash perseguía y Shail es herido en combate, causando que él y Alsan evacúen a Limbhad, donde Victoria logra curarle las heridas. Jack decide usar el Alma para localizar a Kirtash y poder tener la delantera por una vez, pero Kirtash le detecta a pesra de no aparecer físicamente, y Jack es sacado de Alma por los otros.                                                        |              |                       |                      |                                |                               |
| 3 | 3            | «El báculo de Ayshel» | Maite Ruiz de Austri | Laura Gallego y Andrés Carrión | 10 de septiembre de 2020      |
| Después de sacar a Jack de Alma, Shail y Alsan le advierten del peligro en el que casi les ha puesto, y este les da a Victoria las indicaciones sobre el lugar en el que vio a Kirtash. En una búsqueda por internet, Victoria descubre, mediante las indicaciones de Jack, que un especialista en lenguas antiguas de la Biblioteca Británica, Peter Parrell, tiene un libro con el que Jack vio a Kirtash: el libro de la Tercera Era, una época en Idhún donde la magia estuvo prohibida, que contiene las indicaciones del paradero de muchos objetos mágicos, incluyendo el báculo de Ayshel, el cual podría conduir a Kirtash hasta Lunaris si sabe cómo usarlo. En la Bibliotecaria Británica, el cuarteto descubre que el manuscrito del libro, así como todas las copias digitales del mismo, han desaparecido, pero que Parrell aún conserva una, por lo que van a su casa y la obtienen a través de un pendrive que éste tenía. Después de encontrar la ubicación del báculo en el libro, el cuarteto se dirige al lugar en donde es guardado, pero Jack y Victoria se dan cuenta de que es una trampa y que Kirtash también ha llegado. El grupo logra hacerse con el báculo, pero Alsan es capturado por Kirtash.                                                                              |              |                       |                      |                                |                               |
| 4 | 4            | «Planes de rescate»   | Maite Ruiz de Austri | Laura Gallego y Andrés Carrión | 10 de septiembre de 2020      |
| Victoria está a punto de entregarse a Kirtash junto con el báculo, siendo la única a cuyo poder responde, pero Shail, sabiendo que la batalla ya está perdida, se lleva a Jack y Victoria de vuelta a Limbhad junto con el oráculo, dejando atrás a Alsan. Cuando Jack empieza a perder la esperanza por la pérdida de Alsan, Victoria y Shail le revelan a Jack la historia detrás de la conjunción de los tres soles y las tres lunas de Idhún invocada por Ashrad. Conscientes de que Kirtash les está esperando, Jack y Victoria comienzan a entrenar bajo la supervisión de Shail: mientras Victoria intenta controlar el poder del oráculo, Jack entrena con una espada de oro poderosa que pertenecía a Alsan. Mientras tanto, Elrion, el mago asistente de Kirtash, ejerce un truco que transfiere la mente de un lobo al cuerpo de Alsan con el fin de someterlo a Kirtash. Cuando están listos, Jack, Victoria y Shail asaltan el castillo y Jack se infiltra camuflado de guardia para encontrar a Alsan, pero es descubierto por los demás guardias debido al calor que desprende y acaba luchando con Kirtash, quien logra tomar la delantera y está a punto de terminar con la vida de Jack.                                                                                                  |              |                       |                      |                                |                               |
| 5 | 5            | «Ven conmigo»         | Maite Ruiz de Austri | Laura Gallego y Andrés Carrión | 10 de septiembre de 2020      |
| Jack logra escapar de Kirtash y sigue buscando a Alsan, mientras Victoria y Shail siguen luchando con los guardias. Jack logra encontrar a Alsan convertido en bestia en su celda, y los dos se enfrentan a más guardias, muchos de los cuales son asesinados por Alsan gracias a sus habilidades como bestia. Kirtash encuentra a Victoria, e intenta confundirla para que traicione a los otros y se una a él, pero Victoria le rechaza. Al ver que Kirtash se demora en matar a Victoria, Elrion intenta hacerlo él mismo, pero Shail se pone en medio y muere a manos de Elrion, devastando a Victoria. Kirtash mata a Elrion por haber intentado matar a Victoria y la deja ir. Jack y Alsan logran escapar de la torre gracias a las habilidades de bestia de este último y se reúnen con Victoria, y los tres se escapan de vuelta a Limbhad. Alsan le pide a Victoria que lo mande a la Tierra para proteger a ella y Jack de él mismo, y lo hace,. Al enterarse de ello, Jack intenta traerlo de vuelta, pero Victoria, cansada de la testarudez de Jack, le echa de Limbhad y los dos continúan con sus vidas normales. A pesar del triste final de la Resistencia, Victoria decide buscar a Lunaris por su cuenta y vengar a Shail, sin saber que Kirtash la está vigilando de cerca.            |              |                       |                      |                                |                               |

### Segunda temporada (2021)
| N.º en serie | N.º en temp. | Título                    | Dirigido por         | Escrito por                    | Fecha de lanzamiento original |
| --- | ------------ | ------------------------- | -------------------- | ------------------------------ | ----------------------------- |
| 6 | 1            | «Reencuentros»            | Maite Ruiz de Austri | Laura Gallego y Andrés Carrión | 8 de enero de 2021            |
| Dos años después de la desmantelación de la Resistencia, Jack y Victoria han seguido con sus vidas: Victoria ha llevado una vida normal, mientras que Jack ha viajado por el mundo para no poder en peligro a sus familiares. Jack encuentra a Alsan, quien ha adoptado una nueva identidad bajo el nombre de Alexander, en Dinamarca, y este último ve su reencuentro con Jack como la señal de que están listos para volver a la acción. Después de reunirse con Victoria, los tres regresan a Limbhad y Alexander logra localizar a Kirtash: va a estar en un concierto del cantante de pop Chris Tara en Seattle. Jack, Victoria y Alexander se camuflan en el concierto como tres espectadores más mientras intentan localizar a Kirtash, pero el plan se descarrila cuando descubren que Chris Tara es en realidad Kirtash. Jack y Alexander intentan trazar una estrategia para sorprender a Kirtash, pero Victoria, dominada por sus instintos, opta por una ofensiva directa, sembrando el pánico entre la audiencia. Cuando el concierto se cancela, Kirtash encuentra a Jack, Victoria y Alexander y les ataca, hiriendo a Alexander. Kirtash evacúa la escena, siendo perseguido por Victoria, mientras Jack socorre a Alexander, quien le advierte que Kirtash le está tendiendo una trampa a Victoria. |              |                           |                      |                                |                               |
| 7 | 2            | «Secretos»                | Maite Ruiz de Austri | Laura Gallego y Andrés Carrión | 8 de enero de 2021            |
| Victoria acaba inconsciente después de su último enfrentamiento con Kirtash y Jack se la lleva junto con Alexander a un hospital; cuando ella despierta, Jack y Alexander deciden esperar a que Victoria se recupere antes de volver a Limbhad. Por la noche, Kirtash contacta con Victoria para hablar con ella en el parque donde acababan de luchar. Él le ofrece traicionar a Jack y Alexander, a quienes planea matar de todas formar, y unirse a él y a Ashrad, pero ella lo rechaza. Ashrad, consciente de que Kirtash se ha enamorado de Victoria, le advierte de que, si no puede convencerla de que cambie de bandos, tendrá que matarla a ella también. Mientras Jack y Alexander prueban las habilidades de hombre lobo de Alexander, Victoria empieza a confundirse en cuanto a su relación con Kirtash y se vuelve cada vez más distante de los otros, cosa que no pasa desapercibida para Jack. Victoria empieza a sucumbir a la tentación de Kirtash y se besan, sin saber que Jack lo había visto todo, causando una nueva pelea entre Jack y Kirtash. Cuando Victoria se pone del lado de Jack, Kirtash se retira, pero advierte a Victoria de que, por mucho que quiera, no podrá defender a Jack toda la vida.                                                                                   |              |                           |                      |                                |                               |
| 8 | 3            | «Su verdadera naturaleza» | Maite Ruiz de Austri | Laura Gallego y Andrés Carrión | 8 de enero de 2021            |
| Victoria queda cada vez más en conflicto interno en cuanto a sus sentimientos por Jack y Kirtash. Movido por los celos, Jack usa el Alma para detectar a Kirtash y derrotarle de una vez por todas, y de paso obtener respuestas sobre lo que siente por Victoria, a lo que él insiste que sus sentimientos por Victoria son sinceros. Jack intenta matar a Kirtash de una vez por todas, y logra romper su espada, para sorpresa de ambos, pero acaba gravemente herido por Kirtash, a quien acusa de inhumano. Jack empieza a cuestionar su identidad cuando, en respuesta, Kirtash le explica que él tampoco es humano. Notando que los sentimientos de Kirtash por Victoria lo hacen cada vez más débil, Ashran decide relegarlo a encontrar al dragón y al unicornio y encargar las muertes de Jack, Victoria y Alexander a Gerde. Kirtash va a casa de Victoria a advertirle del peligro que ella y sus amigos corren, y le desvela que, en el pasado, fue completamente humano hasta que fue secuestrado por Ashran y transformado en un híbrido humano-shek. También le dice a Victoria que, aunque él y Jack estarán condenados a enfrentarse por naturaleza, le puede perdonar a vida solo por lo mucho que él le importa a Victoria, y admite que hay una posibilidad real de que Jack pueda derrotarle.  |              |                           |                      |                                |                               |
| 9 | 4            | «El ojo de la serpiente»  | Maite Ruiz de Austri | Laura Gallego y Andrés Carrión | 8 de enero de 2021            |
| Antes de irse de casa de Victoria, Kirtash le da un anillo que mantiene el espíritu de los sheks, mediante el cual se pueden comunicar, y le aconseja que no deje a Jack de lado, ya que él la protegerá cuando Kirtash ya no esté. Kirtash es llamado por Ashran, quien se ha enterado de que le ha contado a Victoria lo que planea hacer y lo tortura en su trono, mientras ordena a Gerde la muerte de Victoria. Gracias al anillo de Kirtash, Victoria descubre que está en peligro e intenta rescatarlo a pesar de las protestas de su abuela, pero no puede, ya que el Alma no puede contactar con Idhún al estar su puerta interdimensional cerrada. Victoria, junto con Jack y Alexander, regresan a casa de Victoria, donde su abuela les desvela que en realidad ella es otra idhunita fugada y sabía de los poderes de Victoria, pero no le dijo nada porque quería que mantuviese una vida normal. Justo en ese momento, la casa de Victoria es asaltada por Gerde junto a un ejército de feéricos. Aunque en principio están en desventaja por los calambres que el anillo provoca el Victoria cada vez que Ashran tortura a Kirtash, logran derrotar a Gerde cuando se lo quita, pero a costa de su única vía de comunicación con Kirtash, quien aparentemente sucumbe y vuelve a ser leal a Ashran.  |              |                           |                      |                                |                               |
| 10 | 5            | «La luz de Victoria»      | Maite Ruiz de Austri | Laura Gallego y Andrés Carrión | 8 de enero de 2021            |
| Sometido de nuevo a Ashran, Kirtash logra capturar a Victoria usando su relación establecida con ella. Prisionera en el castillo de Ashran, él decide canalizar la energía de Victoria para resucitar la torre antes de matarla. Justo cuando ya tienen la energía de Victoria y Gerde está a punto de matarla, el anillo de Kirtash, que Victoria aún conserva, hace que él recupere el sentido y se alíe con un enmascarado que estaba asaltando la torre para ayudarla a escapar. Kirtash es derrotado por Ashran cuando se entera de que le ha vuelto a traicionar, pero gracias a una puerta interdimensional que él ha creado y lanzado fuera de la torre, Victoria y el enmascarado logran escapar y regresan a Limbhad. En Limbhad, el enmascarado se desvela como Shail, quien les desvela a Jack y Victoria que ellos son, respectivamente, Yandrak y Lunnaris, el dragón y el unicornio de la profecía. Kirtash también acaba en Limbhad, convirtiéndose en un miembro no oficial de la resistencia. Mientras Ashran planea su nuevo golpe, Kirtash, después de negarse a abrir la puerta de Idhún al grupo por la protección de Victoria, es convencido por ella y el grupo entero, incluido Kirtash, hace su entrada en Idhún, donde continúa su aventura.                                              |              |                           |                      |                                |                               |

## Recepción

### Crítica
Memorias de Idhún ha recibido críticas mixtas por parte de los críticos profesionales. Desirée Pozo de Hipertextual describió el proceso de adaptación como "aceptable", aunque criticó la decisión de hacer capítulos de 25 minutos, los cuales dijo que "dejan poco tiempo" para el desarrollo de la serie, y fue bastante crítica con el doblaje de la serie, sobre todo con Itzan Escamilla (Jack en la serie), a excepción de Michelle Jenner y de Carlos Cuevas, concluyendo que la serie se salva únicamente por la nostalgia y que aburrirá a los que no estén familiarizados con la saga original. Mariló Delgado de Hobby Consolas habló de forma positiva de la animación de la serie y su estilo de anime, y fue más mixta con el doblaje, calificándolo tan solo como "regular", salvo el trabajo de Jenner y, hasta cierto punto, a Escamilla, pero calificó a los guiones y a la historia como el "gran problema" de la serie, citando que a Laura Gallego les salió la adaptación "demasiado parecida" a los libros originales, concluyendo que, aunque la serie es una "buena adaptación", aconseja "no llevar las expectativas por las nubes". Méndez de Vertele elogió la animación de la serie y su retrato del universo de Idhún, pero fue bastante crítico con la decisión de contratar a actores de imagen famosos y sin formación en doblaje para dar voz a personajes de animación. Judith Torquemada de Mew Magazine también recibió de forma positiva el retrato del mundo de Idhún, pero fue crítica con el guion de la serie, describiéndolo únicamente como "acción constante" y que la decisión de hacer solo cinco capítulos de 25 minutos "sabe a poco", además de criticar el doblaje, concluyendo que los que no estén familiarizados con la saga original se quedarán "con la sensación de haber visto algo que está a medio camino de todo." Maritxu Olazábal de Fuera de series criticó el doblaje y la decisión de reducir la primera temporada de la serie a cinco capítulos de 25 minutos, además de decir que la serie parece "una sucesión de cinemáticas de videojuego", concluyendo que la serie "sabe a poco" y que "tampoco deja con ganas de más".
Ana Pastor de Cinemagavia fue también bastante crítica con el doblaje de la serie, salvando únicamente, de nuevo, a Jenner y a los actores secundarios, así como la decisión de hacer capítulos de tan solo 25 minutos, concluyendo que se hace "demasiado corta" y que está pensada en exclusiva "para los fans de la saga original". Iñakio de En tu pantalla criticó el ritmo rápido de la serie y su doblaje, del cual salvó únicamente a Jenner, y fue mixto con la animación, concluyendo que la serie es "un resultado de ir con prisas." Mikel Zorrilla de Espinof fue bastante crítico con el doblaje, aunque fue más a por la "desconexión" entre los actores de doblaje que por la falta de experiencia de algunos de los actores, recomendando a los lectores que viesen la serie en inglés y luego la revisitasen en español si tenían curiosidad; tampoco fue benévolo con el guion, criticando su falta de desarrollo y su falta de adrenalina para compensar, concluyendo que parece que los creadores de la serie "tenían demasiada prisa" y que, como resultado la serie se queda "en tierra de nadie".
La acogida de la crítica en el extranjero no fue mucho mejor. En su reseña para Decider, John Serba aconsejó a los lectores que se saltaran la serie afirmando que no destacaba entre la oferta de anime disponible en Netflix: "Hay cientos de series de anime ahí fuera, muchas en Netflix, y Memorias de Idhún parece destinada a no ser más que otra entre la multitud". También criticó la falta de carisma de los personajes y el exceso de exposición en el piloto.

### Controversia
El 13 de agosto de 2020, junto a la fecha de estreno de la serie, Netflix anunció que el reparto de doblaje protagonista de la serie consistía de Itzan Escamilla, Michelle Jenner, Carlos Cuevas, Sergio Mur y Nico Romero. Este anuncio fue recibido con polémica por parte de los fans de la serie, debido, principalmente, a la falta de experiencia de todos ellos en el campo de doblaje a excepción de Jenner, que sí tenía titulación. Los actores de doblaje profesionales, así como estudiantes de doblaje, también fueron bastante críticos con esta decisión, citándolo como "intrusismo laboral" y demandando "respeto profesional" por parte de Netflix. Laura Gallego, la autora de los libros originales y coescritora de la serie junto a Andrés Carrión, también criticó esta decisión, llegando a desvelar en su página web que en otoño de 2018 se hizo un casting entre actores de doblaje profesionales, ya que ella quería que los protagonistas sí fueran interpretados por gente con experiencia, pero luego Netflix y los productores cambiaron los actores por otros, y dijo de las voces que "no son las que [ella] había imaginado para [sus] personajes". Por el contrario, la directora de la serie, Maite Ruiz de Austri, defendió el casting final de la serie, diciendo que los actores "han hecho un excelente trabajo" y que "esta es la única decisión en la que hemos tenido un desacuerdo con Laura [Gallego]". Cuevas y Mur también han defendido sus interpretaciones en la serie de distintas maneras: Cuevas respondió públicamente en Twitter en catalán a un tuit también en catalán del periodista de La Vanguardia Pere Solà Gimferrer, en el que achacaba la inclusión de Cuevas y Escamilla en la serie a sus altos números de seguidores en Instagram (por aquel entonces, en la susodicha red social, Cuevas tenía 945.000 seguidores, Escamilla tenía 7.6 millones de seguidores, y Jenner tenía solo 439.000 seguidores), diciendo que había pasado más horas en una sala de doblaje (en alusión especial a su doblaje de sí mismo en la serie catalana Merlí) que Gimferrer ejerciendo de periodista; mientras que Mur, por su parte, lanzó directamente un comunicado hacia los fans de los libros originales en sus redes sociales (incluyendo Twitter e Instagram), citando la diferencia entre actor de voz y actor de doblaje y que, al ser la versión española la original, los actores de ésta caen en la primera categoría, así como negándose a permitir que los fans duden de su legitimidad para hacer su trabajo, diciendo que el casting fue aprobado por todos los involucrados en el proyecto (a pesar del comunicado de Gallego sobre el doblaje que sacó cuando las voces fueron desveladas), negando cualquier implicación de "intrusismo laboral" dentro del casting de la serie, y pidiendo "respeto" por los involucrados en la misma, lo cual llegó a enfurecer aún más a los fans.